# Innocenzo III conferma la Regola francescana
Innocenzo III conferma la Regola francescana è la settima delle ventotto scene del ciclo di affreschi delle Storie di san Francesco della Basilica superiore di Assisi, attribuiti a Giotto. Fu dipinta verosimilmente tra il 1295 e il 1299 e misura 230x270 cm.

## Descrizione e stile
Questo episodio appartiene alla serie della Legenda maior (III,10) di san Francesco: "Quando il papa approvò la Regola e diede mandato di predicare la penitenza, e ai frati, che avevano accompagnato il santo, fece fare corone, perché predicassero il verbo di Dio."
Questa scena è importante per la straordinaria coerenza con la quale è definita l'ambientazione architettonica della scena stessa, soprattutto nella sorprendente parte superiore, dove le volte a botte su mensole sono virtuosisticamente rappresentate in prospettiva e scorcio intuitivi. Ma l'architettura non è astratta e le linee che genera corrispondono anche al sottostante raggruppamento dei personaggi nella scena. I frati non sono più allineati in file orizzontali, come nella tradizione bizantina, ma per file disposte in profondità, come era stato fatto per la prima volta nel vicino affresco della Coppa ritrovata nel registro superiore della basilica. 
Di grande umanità è il volto di san Francesco barbuto mentre, sorridente, riceve la benedizione del papa Innocenzo III e la bolla che autorizza l'ordine francescano. Anche gli altri personaggi hanno espressioni intense e realistiche, sottolineate da ombreggiature forti che si ritrovano anche nelle opere del Maestro di Isacco. Diverso è il trattamento materico dei ruvidi sai dei frati rispetto alla ricchezza della veste papale, con l'elegante pallio, e del seguito pontificio, descritti con accuratezza fin nei dettagli. Stoffe inoltre decorano le pareti, a testimoniare la sontuosità dell'ambiente, anche se molte delle decorazioni previste, già eseguite a secco, sono oggi perdute. 
Forte è il senso dei volumi, grazie all'accentuazione del chiaroscuro.